# Літературно-меморіальний музей Івана Котляревського

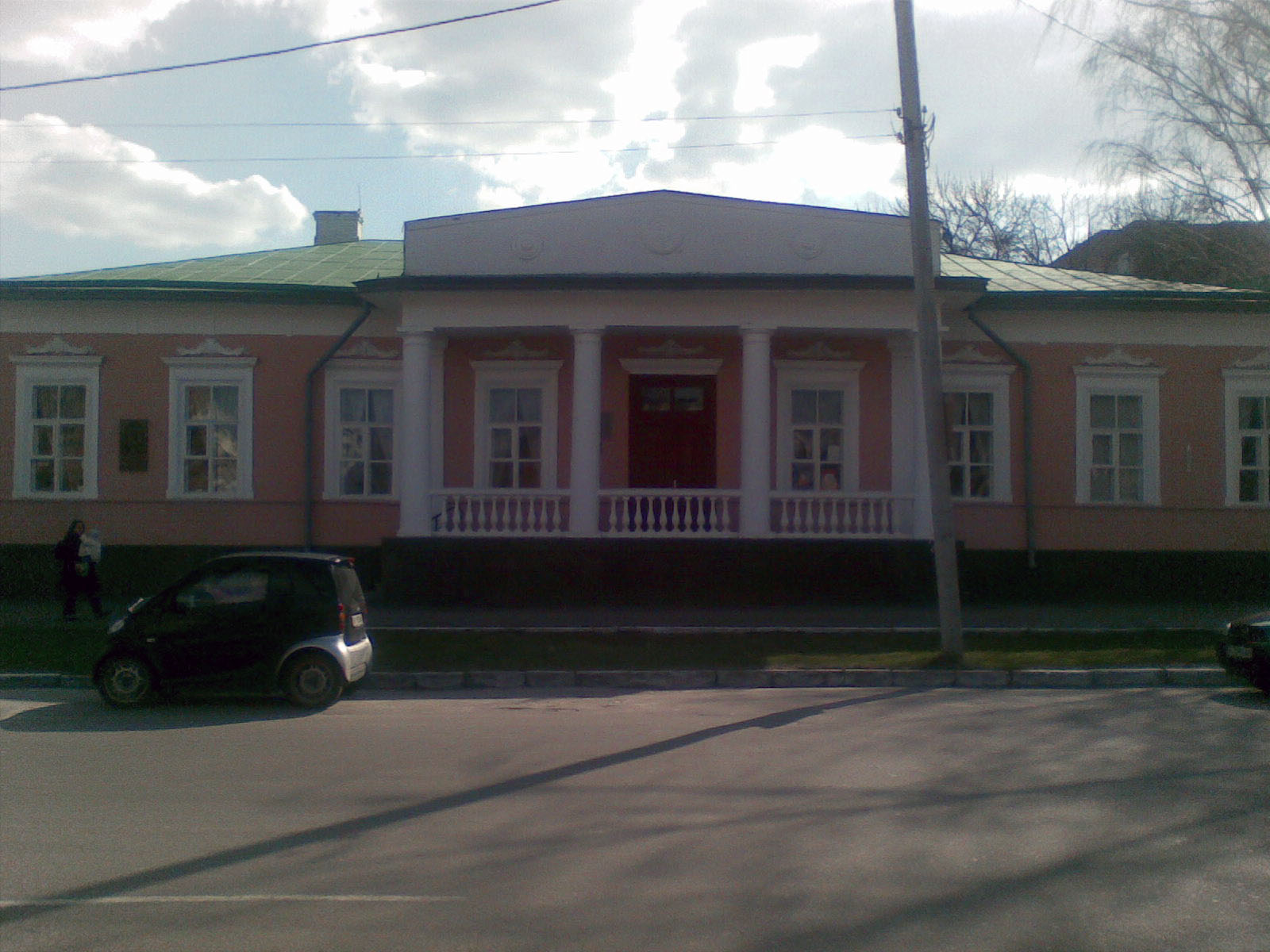
Фасад Літературно-меморіального музею І. П. Котляревського

Літературно-меморіальний музей Івана Котляревського — музей у місті Полтава, експозиція якого присвячена життю і творчості першого класика нової української літератури Івана Петровича Котляревського. Будівлю музею внесено до Списку пам'яток архітектури національного значення.

## Історія відкриття
Музей відкрито у вересні 1952 року у старовинному будинку, який, за переказами, належав відомому поету і драматургу В. В. Капністу. Цьому передувала постанова Ради Міністрів Української РСР про заснування Літературно-меморіального музею І. П. Котляревського в Полтаві від 1950 року. Експозиція створювалася протягом двох років, і 28 вересня 1952 року музей уперше відчинив двері для відвідувачів.
Художники-екпозиціонери реконструкції 1969 р.: В.М. Батурін, А.Т. Щербак, Є.В. Путря, Б. О. Головко.

## Експозиція
Музейна колекція розміщена у семи експозиційних залах, один із яких — виставковий. 
Відвідувачі музею, окрім знайомства з основною експозицією, завдяки останньому мають унікальну можливість побачити творчі новинки сучасних полтавських митців.
Велика кількість різноманітних матеріалів, систематизованих за тематико-хронологічним принципом, розповідає про життєвий і творчий шлях славетного полтавця, засновника нової української літератури, автора «Енеїди», п'єс «Наталка Полтавка», «Москаль-чарівник» Івана Котляревського. У музеї зберігаються рукописний архів поета, переданий Санкт-Петербурзькою публічною бібліотекою ім. М. Салтикова-Щедріна, його особисті речі, чисельна бібліотека прижиттєвих і пізніших видань письменника XVIII-XIX століть, твори образотворчого мистецтва.
У чотирьох залах зібрано матеріали про життєвий і творчий шлях І. П. Котляревського, два наступні розповідають про вшанування пам'яті поета. Серед унікальних експонатів музею — перше прижиттєве видання поеми «Енеїда» 1798 року, а також раритетне друге видання 1808 року, цінне тим, що було в особистій бібліотеці господаря. Окремий зал присвячено історії створення і виходу в світ поеми «Енеїда». Глибоко висвітлено службову і громадську діяльність І. Котляревського на посадах наглядача Будинку виховання дітей збіднілих дворян, попечителя Полтавських благодійних закладів, директора першого стаціонарного театру Полтави.

## Діяльність
Із перших днів існування музей проводить велику роботу з дослідження невідомих сторінок життя і творчості свого славного земляка. Наукові пошуки співробітників музею втілились у «Наукових записках», які музей регулярно публікував у 50–60-ті роки. Вони стали вагомим словом у котляревськознавстві.
І нині, продовжуючи традиції попередників, наукові працівники музею беруть активну участь у наукових конференціях літературознавчого та краєзнавчого напрямів, творчо співпрацюють з ученими та перекладачами з Грузії, Польщі, Італії, підтримують тісні зв'язки з культурними товариствами українців Росії (Татарстан, Єкатеринбург). Музей також постійно проводить літературно-музичні вечори, презентації нових видань, зустрічі з письменниками та науковцями.
Для учнівської молоді у музеї працюють два лекторії — літературознавчий та народознавчий, розроблено план етнографічної просвіти для учнів профтехучилищ. Щорічно талановитій учнівській молоді музей присуджує літературну премію імені Івана Котляревського за найкращий поетично-гумористичний твір. Все це допомагає дітям найкраще пізнати історію рідного краю.
Ще одним важливим напрямом роботи музей вважає пропаганду творчого доробку сучасних полтавських митців, надаючи виставкові площі молодим полтавським талантам — художникам, майстрам ужиткового мистецтва, колекціонерам.